# マニアックプロレス
『マニアックプロレス 明日への戦い』（マニアックプロレス あすへのたたかい）は、アトラスおよびエーアイが開発しハドソンより1990年4月27日に発売されたコマンド選択式プロレスゲーム。
幼い頃に両親を亡くし、孤児だった主人公が一度はプロレスのショー的な要素に失望してリングを降りたが、岩倉兵吾郎と出会い日本のプロレス界を正す決意によって真の格闘家を目指すという内容となっている。劇画のようなグラフィックと昔のスポ根ドラマのようなストーリー展開で、RPGファンに人気があった。
携帯電話アプリゲームとしても配信されており、2004年にiアプリ、2006年にEZアプリにてそれぞれ配信された。アプリ版のストーリーは本作から4年後の設定となっている。

## ゲーム内容
スポーツゲームではあるが、コマンドを入力して技を出すのではなく、コマンド選択で技を仕掛ける。主人公のパラメータにより技の種類・成否やその効果が変わっていく。
アクション性はないが、関節技をかけた場合と振りほどく場合はボタンの連打が必要。連射パッドが使えないので自力で行なわなければいけない。
ARM・LEG・BDY・SPDと4つのパラメータが設定され、試合後に得られるトレーニングポイントを使いトレーニングをすることで各部位の数値を上げ、使える技を増やしていく。フリーコンティニューで、試合後は勝敗に関係なく各種パラメータが上昇していくので、一度負けても何度も試合をこなせばゲームを進めることができる。
一度エンディングを迎えると2周目が始まり、2周目をクリアするとエンディングの後にエピローグを見ることができる。
PCエンジン版には対戦モードはなく、1人用のストーリーモードのみとなっているが、アプリ版にはネットワークを用いた「トーナメントモード」が追加されている。

## 登場人物
主人公
ジュニアヘビー級レスラー。真の格闘技に憧れプロレス界に入ったが、現在のプロレスがショーであることを知ってプロレスを捨て、酒浸りの毎日を送っていた。そんなある日、格闘技としてプロレスを考える男・岩倉に出会い、共にショーと化した日本のマット界を正すため、彼のジムでトレーニングに励むことになる。
その後メキシコでガーランド・氷室、アメリカでアル・シード・ブラッドの指導を受けて強くなっていく。ストーリーの途中でヘビー級に転向し、エピローグではヘビー級タイトルを獲得した後、行方不明となる。
PCエンジン版では任意に名前を付けられるが、アプリ版では「藤堂龍一」と名前が設定されている。
岩倉兵吾郎（いわくら へいごろう）
かつて正統派レスラーとして世界のマットを荒らし回った男。現在は引退し、小さなプロレスのジムを経営している。通称「おっちゃん」。
エピローグでは神谷にジムを任せ、トレーナー業を引退する。
藤本（ふじもと）
岩倉ジムのレスラー。新人レスラーの登竜門であるメキシコ遠征をかけて主人公と試合をする。
エピローグでは日本ジュニアヘビー級チャンピオンとして躍進する。
神谷（かみや）
岩倉ジムのレスラー。藤本に続いて、メキシコ遠征をかけて主人公と試合をする。関西弁で話す。
エピローグではジムで若手レスラーを指導している。
岩倉靖子（いわくら やすこ）
岩倉の娘。主人公を応援する。エピローグでは主人公の帰りをジムで待ち続けている。
ルナ・バンドール・ワタナベ
アメリカから日本の歴史を勉強しにきた謎の女性。男たちにからまれていたところを助けられたのをきっかけに、主人公と知り合うことになる。
ジュニアヘビー級チャンピオンに勝利した主人公を祝福し、オーストラリア行きの航空券を手渡した。実は闇の組織「DWF」の総帥ビルシュワルト・ワタナベの娘。ブラッドがDWFにさらわれた際、ラングレーをアジトに案内した。
エピローグではラングレーと婚約しており、JWFを設立した。
ガーランド・氷室
メキシコにいる岩倉の親友で、サングラスをかけた人物。かつて岩倉とタッグを組んでいたこともある。氷室ジムを経営しており、メキシコ遠征に訪れた主人公を鍛える。
エピローグでは変わらずジムでレスラーを育てている。
グレミー・ジャジャ
メキシコ第一戦目の相手。キックと締め技を中心に攻める選手。
ウィリー・トレンコ
メキシコ第二戦目の相手。「メキシコの主護神」の異名を持つ。アタック技を得意とする選手で、特にニードロップが強力。
ラングレー・フォード
主人公のライバル的存在のメキシカンレスラー。かつて氷室の弟子だったが、プロレスをショーと感じて氷室のもとから離れた。主人公を運だけでメキシコで勝ち上がったと言い、試合を申し込む。技はキックとアタックが中心。
闘いの中で主人公との友情に目覚め、氷室とも和解する。その後主人公のためにイギリス遠征の手配をする。主人公が日本に帰国しヘビー級に転向した後、修行を積んでオーストラリアで主人公と再戦し、試合後に主人公にアル・シード・ブラッドを紹介する。
アル・シード・ブラッド
「プロレスの神様」と呼ばれる、全ての格闘技に通じている人物。一度イギリスで主人公を見かけており、オーストラリアで対面する。主人公を世界に通じるプロレスラーに叩き上げるため、ともにアメリカへ行く。そして、世界の全てのプロレス協会が闇の組織にコントロールされており、その腐ったプロレス界を更生するためにヘビー級の頂点にいる大日本プロレスのジャントニオ飛葉を倒すことを主人公に告げる。
主人公が帰国した後、ジャントニオ飛葉との試合でセコンドにつくため来日するがDWFに拉致される。主人公とジャントニオ飛葉の試合中、ラングレーによって無事に助け出される。
エピローグではトレーナー業引退後、カンザスに在住している。
ロバート・ローガン
イギリス第一戦の相手。
エリック・ブリテン
イギリス第二戦の相手。アル・シード・ブラッドの愛弟子で、彼直伝のサブミッションを得意とする。
阿部龍一
大日本プロレスのジュニアヘビー級第2位。「ドラゴン阿部」の異名を持ち、締め技と投げ技をからめた戦い方をする。必殺技はドラゴンスリーパー。
岩倉ジムに試合を申し込んでおり、イギリス遠征から帰ってきた主人公と対戦する。主人公は彼に勝つことでジュニアヘビー級2位にランクされることになる。
伊集院清之進（いじゅういん きよのしん）
大日本プロレスのジュニアヘビー級チャンピオン。バラを口にくわえたキザな男で、英語混じりの胡散臭い口調で話す。投げ技とアタック技が中心の戦い方をする。主人公との試合中に、負けてくれたら1億円を支払うと八百長を持ちかけたり、敗北後も見苦しい態度を取ったことで主人公の怒りを買う。彼に勝った主人公はジュニアヘビー級タイトルを返上し、ヘビー級に転向する。
エピローグではレスラーを引退後、フラワーショップを開業する。
ビルシュワルト・ワタナベ
闇の組織「ダーク・レスリング・フェデレイション（DWF）」の総統。大日本プロレスを始めとするプロレス界の全てをコントロールし、自分に逆らうものは決して許さない苛烈な性格。主人公の動きを監視しており、レスラーを送り込んで彼を倒そうとする。作中では後ろ姿のみで、顔を見せることはない。
エピローグではDWF崩壊後日本を離れ、行方不明となる。
フェリックス・ガイ
アメリカ第一戦の相手。ブラッドにアメリカで最も強い男の一人と評されている。素早い動きと投げ技が特徴の選手。
ジェファーソン・ガウス
アメリカ第二戦の相手。
ホーク・乱堂
ヘビー級プロレスラー。主人公がアメリカから帰国した後、男たちにからまれていた靖子を助けており、そこで主人公と出会う。主人公同様、プロレスをショーではなく真の格闘技だと考えている。
本来は主人公の帰国後第三戦の相手となるはずだったが、犬神との試合に負けろというDWFの指示を無視していたため、控え室でDWFの殺し屋に暗殺される。
有馬次郎
帰国後の第一戦の相手。キック中心に攻める選手。
剛力翔
帰国後の第二戦の相手。DWFにより帝国プロレスから呼ばれたレスラーで、投げ技中心の選手。主人公は彼に勝つことで世界ヘビー級のベスト4入りを果たすことになる。
犬神猛
帰国後の第三戦の相手。DWFナンバー2を称する凶暴な男。乱堂が死んだ後に彼と対戦することになるが、主人公はこの試合で負けるようDWFに脅される。
ジャントニオ飛葉 / 飛葉寛司
大日本プロレス所属の世界ヘビー級チャンピオン。有明ドームで主人公と世界ヘビー級タイトルマッチを戦う。入場曲は「王者の聖歌」。主人公は彼との試合前にDWFにブラッドを人質にされ、負けるように脅される。
大日本プロレスのためにDWFに操られており、命令に従っているものの卑怯なことは不本意に思っている。試合に敗れた後DWFが崩壊し、引退を宣言する。1周目のエンディングでは参議院に出馬し、主人公に祝いのラリアットを見舞われる。2周目のエンディングでは出馬の話は無く、改めて主人公と正々堂々の試合を開始するところで物語は幕を下ろす。
エピローグでは引退後、ジムを開業し若手を指導している。

## 移植版
| No. | タイトル           | 発売日        | 対応機種                            | 開発元   | 発売元   | メディア                      | 型式 | 備考 |
| --- | ------------------ | ------------- | ----------------------------------- | -------- | -------- | ----------------------------- | ---- | ---- |
| 1   | マニアックプロレス | 2004年8月23日 | mova505i・506i FOMA900i （iアプリ） | ハドソン | ハドソン | ダウンロード （着信☆あぷり♪） | -    |      |
| 2   | マニアックプロレス | 2006年2月23日 | BREW対応端末 （EZアプリ）           | ハドソン | ハドソン | ダウンロード （着信☆あぷり♪） | -    |      |

## 開発
本作は、『東京魔人學園伝奇』（1998年 - ）シリーズや『九龍妖魔學園紀』（2004年）などの総監督を務めていることで知られるゲームクリエイターの今井秋芳が初めて開発に携わった作品であり、今井は初めてシナリオを執筆したのが本作であるとインタビューにて語っている。

## スタッフ
- プロモーター：遠藤英俊
- テクニカル・プロデューサー：植山幹郎
- プロデューサー：青山英二、門脇光弘
- プロミッシング・プロデューサー：しまだあきひろ
- グラフィック・マスター：ナチュラルあきし（今井秋芳）
- ハイパー・エフェクター、ストーリー・プロデューサー：アルバート松山（松山俊也）、エチオピアン太郎
- スター・プログラマー：熊取・A・勇人
- サウンド・ディレクター：MACCO（増子司）
- サウンド・クリエーター：スタインバーガーひろ
- システム・オブザーバー：横山秀幸、上田和敏
- グラフィック・デザイナー：きたむらよしあき、金子一広、田郷伸司、津田こうじ

## 評価
- ゲーム誌『ファミコン通信』の「クロスレビュー」では合計28点（満40点）[13]、『月刊PCエンジン』では70・75・85・75・85の平均78点、『マル勝PCエンジン』では7・6・8・7の合計28点（満40点）、『PC Engine FAN』の読者投票による「ゲーム通信簿」での評価は以下の通り21.05点（満30点）となっている[1]。また、この得点はPCエンジン全ソフトの中で254位（485本中、1993年時点）となっている[1]。同雑誌1993年10月号特別付録の「PCエンジンオールカタログ'93」では、「アクションの要素がない、風変わりなプロレスゲーム」と紹介されており、「技の一つ一つには、迫力あるアニメーションが用意されている」とグラフィックに関して肯定的なコメントで紹介されている[1]。

| 項目 | キャラクタ | 音楽 | 操作性 | 熱中度 | お買得度 | オリジナリティ | 総合  |
| 得点 | 3.71       | 3.15 | 3.43   | 3.76   | 3.06     | 3.95           | 21.05 |

- 1998年に刊行されたゲーム誌『超絶 大技林 '98年春版』（徳間書店）では、「アクション要素がない異色のプロレスゲーム」、「その名の通りマニアックなゲーム」と紹介されており、「アクションゲームの苦手な人も楽しめる内容になっている」とゲームシステムに関して肯定的なコメントで紹介されている[15]。

- ゲーム本『プロレススーパーゲーム列伝』（2001年、ソニー・マガジンズ）では、「とにかく熱い格闘劇画である」と本作を位置付けており、本作にアクション性がないことやコマンド選択のみでゲームが進行することに触れた上で「だからといってだれでも楽しめるかといったらそれは別。本作を遊べるのはショウ化してしまったプロレスを真の格闘技にしようと熱血少年が闘う、そんな猪木じみたストーリーを楽しめる人だけである」とプロレス通でなければ楽しめないと指摘している[14]。